# A82公路

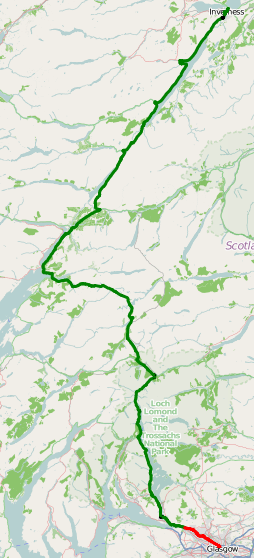
A82公路路線圖，南端是格拉斯哥，北端是印威內斯

路標

A82公路是英國蘇格蘭的一條幹線公路，連接最大城市格拉斯哥和蘇格蘭高地的印威內斯，中經洛蒙德湖、格倫科谷、威廉堡、尼斯湖等著名風景區，並與A83公路連接。A82公路全長281.6公里。